# خوآن آنتونیو خیمنس
خوآن آنتونیو خیمنس (اسپانیایی: Juan Antonio Jiménez‎؛ زادهٔ ۱۱ مهٔ ۱۹۵۹) سوارکار اهل اسپانیا بود.